# Анаперо багійський
Анапе́ро багійський (Nyctiprogne vielliardi) — вид дрімлюгоподібних птахів родини дрімлюгових (Caprimulgidae). Ендемік Бразилії. Раніше цей вид відносили до роду Анаперо (Chordeiles), однак за результатами молекулярно-філогенетичного дослідження він був переведений до роду Смугастохвостий анаперо (Nyctiprogne).

## Опис
Довжина птаха становить 17 см. Верхня частина тіла темно-коричнева, поцяткована чорно-бурими плямами і широкими смугами. На крилах темно-коричневі смужки.

## Поширення і екологія
Багійські анаперо мешкають в долині річки Сан-Франсиску в штатах Баїя і Мінас-Жерайс. Вони живуть в саванах і сухих чагарникових заростях каатинги. Живляться комахами, яких ловлять в польоті, зграями до 20 птахів. Відкладають яйця в неглибоку ямку на землі. В кладці 2 кремово-білих яйця, поцяткованих темними плямками. Інкубаційний період триває 19-21 день, вдень кладку насиджує самиця, вночі і самиця і самець. Пташенята покидають гніздо через 20-21 день після вилуплення.